# جیمز وان آلن
جیمز آلفرد ون آلن (به انگلیسی: James Alfred Van Allen)(زادهٔ ۷ سپتامبر ۱۹۱۴- مرگ ۹ اوت ۲۰۰۶) دانشمند علوم فضایی اهل ایالات متحده آمریکا در دانشگاه آیووا بود. کمربند تشعشعی ون آلن به افتخار او نام‌گذاری شده‌است.
وی در ۱۹۶۰ مرد سال مجله تایم شد و در ۱۹۸۷ به دریافت نشان ملی علوم رسید.